# Торговий звичай
Торговий звичай — правило, що склалося в сфері торгівлі на основі постійного й однакового повторення фактичних відносин.
Торговий звичай має велике значення в сфері міжнародної торгівлі і торгового мореплавання. Роль торгового звичаю зростає в регламентації тих сфер зовнішньоекономічного співробітництва, які не регулюються законами. Торговий звичай грає вирішальну роль при вирішенні спорів між сторонами в арбітражі.